# 29 (numero)
Ventinove (cf. latino undetriginta, greco ἐννέα καὶ εἴκοσι) è il numero naturale dopo il 28 e prima del 30.

## Proprietà matematiche
- È un numero dispari.
- È un numero difettivo.
- È il decimo numero primo, dopo il 23 e prima del 31.
  - È un numero primo di Sophie Germain.
  - È un numero primo di Eisenstein.
  - È un primo primoriale, {\displaystyle 29=2\cdot 3\cdot 5-1}.
  - È un numero primo troncabile a destra.
- Non è la somma di due numeri primi.
- È la somma di due quadrati, 29 = 22 + 52.
- È la somma di tre quadrati, {\displaystyle 2^{2}+3^{2}+4^{2}}.
- È il terzo numero, dopo 1 e 5, tale per cui {\displaystyle 2n^{2}-1} è un quadrato; (sequenza A001653 nell'OEIS)
- È il quinto numero di Markov: si trova nelle soluzioni all'equazione Diofantina di Markov (2, 5, 29), (2, 29, 169), (5, 29, 433), ...
- È un numero di Tetranacci: 1, 1, 2, 4, 8, 15, 29...
- {\displaystyle 2n^{2}+29} è un numero primo per tutti i valori di {\displaystyle n} da 1 a 28.
- È la radice quadrata di {\displaystyle (6!+(6!+6)/6)}.
- Può essere scritto in due modi diversi come combinazione fra i primi 4 numeri primi e le 3 operazioni aritmetiche di base (somma, sottrazione e moltiplicazione): {\displaystyle 29=(2\cdot 7)+(3\cdot 5)=(5\cdot 7)-(2\cdot 3)}.
- È il più piccolo numero con più di una cifra il cui prodotto delle cifre del suo cubo è a sua volta un cubo: {\displaystyle 29^{3}=24389} e {\displaystyle 2\cdot 4\cdot 3\cdot 8\cdot 9=1728=12^{3}}.
- È la più grande potenza di 2 le cui cifre sono tutte diverse fra loro: {\displaystyle 2^{29}=536870912}.
- La 29ª Proposizione di Euclide è la prima ad usare il postulato delle parallele.
- È parte delle terne pitagoriche (20, 21, 29), (29, 420, 421).
- È l'ottavo numero della successione di Lucas, dopo il 18 e prima del 47.
- È un numero palindromo nel sistema di numerazione posizionale a base 4 (131).
- È un numero intero privo di quadrati.
- È un numero congruente.
- È un numero poligonale centrale.

## Astronomia
- 29P/Schwassmann-Wachmann è una cometa periodica del sistema solare.
- 29 Amphitrite è un asteroide della fascia principale del sistema solare.
- L'oggetto M29 è un ammasso aperto visibile nella costellazione del Cigno.
- NGC 29 è una galassia a spirale della costellazione di Andromeda.

## Astronautica
- Cosmos 29 è un satellite artificiale russo.

## Chimica
- È il numero atomico del rame. (Cu)

## Simbologia
- Nella smorfia il numero 29 è il padre dei bambini.
- Rappresenta la solidarietà in conflitto con le divisioni del mondo.
- Numero primo che rappresenta la materia, 20, essendo opposto allo sforzo di unificazione degli individui, 9.

## Convenzioni

### Calendario
- Il mese di febbraio negli anni bisestili ha ventinove giorni.

### Linguaggio
- Gli alfabeti finlandese e norvegese hanno 29 lettere.
- L'alfabeto dei Fenici aveva 29 segni cuneiformi.